# З печер і нетрів Індостану
З печер і нетрів Індостану: листи на батьківщину (рос. дореф. Изъ пеще́ръ и де́брей Индоста́на: пи́сьма на ро́дину) — літературна праця співзасновниці Теософського товариства Олени Блаватської. Розповідає про Індію часів Британської імперії. Опублікована російською, перекладена англійською та іспанською мовами.

## Історія написання
Уперше твір був опублікований 30 листопада 1879 року в газеті «Московские ведомости», редактором якої був Михайло Катков, як перша частина із циклу. Матеріали для видання надсилалися з Індії. Публікація раптово припинилася 1882 року після оприлюднення 39 частини.
Перша окрема частина твору була опублікована 1883 року в газеті «Русский вестник». До редакційної колегії увійшли Катков, Толстой, Тургенєв і Гончаров. Друга частина листів була опублікована в 1884—1886 роках.
Твір публікувався під псевдонімом Радда-Бай.

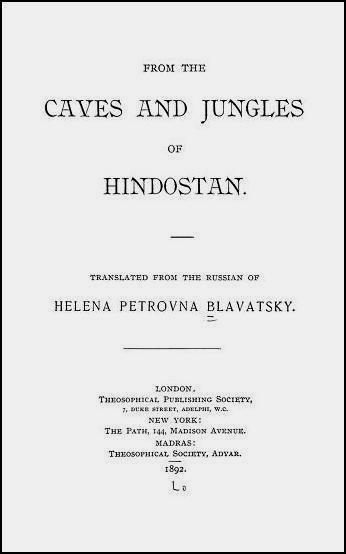
Обкладинка першого англомовного видання (1892)

1892 року вийшло перше англомовне, а 1918 — іспаномовне видання.

## Зміст
У творі Олена Блаватська описує побачене в Індії, мислить про індійську релігію та інші філософські питання. Також авторка засуджує британську політику щодо Індії та колонізацію країни загалом.

## Публікації
Російською
- Изъ пещеръ и дебрей Индостана, ч. 1 (рос.) (вид. Приложение к журналу). Москва: Университетская типография. 1883. OCLC 38698983.
- Изъ пещеръ и дебрей Индостана, ч. 2 (рос.) (вид. Приложение к журналу). Москва: Университетская типография. 1886.
- Изъ пещеръ и дебрей Индостана (рос.). СПб.: Типография А. С. Суворина. 1912. OCLC 77322017.
- Из пещер и дебрей Индостана (рос.). Послесловие А. Н. Сенкевича (вид. Репринт 1912). Москва: ИПО "Автор". 1991. ISBN 9785852120014. OCLC 27322334.

Англійською
- From the Caves and Jungles of Hindostan. London: Theosophical Publishing Society. 1892. OCLC 458567156.
- From the Caves and Jungles of Hindostan, 1883—1886. Blavatsky: Collected writings. Wheaton, Ill.: Theosophical Publishing House. 1975. ISBN 9780835602198. OCLC 988188695.

Іспанською
- Por las grutas y selvas del Indostán (ісп.). Madrid: Pueyo. 1918. OCLC 433712114.
- Por cuevas y selvas del Indostán (ісп.). Valencia: Nueva Acrópolis. 1993. ISBN 8485982444. OCLC 920201583.